# Ezzelino
Ezzelino  è un nome proprio di persona italiano maschile.

## Varianti
- Maschili: Eccelino[1], Ezelino, Azzolino[1]
- Femminili: Ezzelina, Ezelina, Azzolina[1]

### Varianti in altre lingue
- Germanico: Azilin[2], Acilin[2], Azelin[2], Acelin[2], Ascelin[2], Azselin[2], Ecilin[2], Ezelin[2], Ecelin[2]
  - Femminili: Ascelina
- Latino: Azzolinus[1], Eccelinus[1]
- Medio inglese: Acelin[3], Ascelyn[3]
  - Femminili: Acelina[3], Ascelina[3]

## Origine e diffusione
Analogamente al nome Azzo, di cui viene talvolta considerato una variante, si basa sull'elemento germanico az, con l'aggiunta di un suffisso maschile. L'elemento, in sé, ha origini incerte. Potrebbe essere derivato da altri nomi germanici che iniziano per ad- o at-, o essere un derivato di athal ("nobiltà"), o ancora un derivato di ans ("dio").
È tipico del Nord Italia, in particolare nel Veneto e nella Lombardia.

## Onomastico
Nessun santo porta questo nome, che quindi è adespota. L'onomastico si può festeggiare in occasione di Ognissanti, cioè il 1º novembre.

## Persone
- Ezzelino I da Romano, signore di Onara
- Ezzelino II da Romano (m. 1235), signore della Marca trevigiana
- Ezzelino III da Romano (m. 1259), signore della Marca trevigiana

### Varianti
- Ascelino di Laon, vescovo e poeta italiano
- Ascelino di Lombardia, religioso italiano
- Azzolino Bernardino della Ciaja, organista, clavicembalista, compositore e organaro italiano
- Azolino Hazon, carabiniere e militare italiano